# Fläckpannad seglare
Fläckpannad seglare (Cypseloides cherriei) är en fågel i familjen seglare.

## Utbredning och levnadssätt
Fågeln förekommer i bergsområden från Costa Rica, Colombia till västra Ecuador och norra Venezuela. Dess naturliga habitat utgörs av tropisk fuktig bergsmiljö. 

## Status och hot
Arten har ett stort utbredningsområde, men tros minska i antal, dock inte tillräckligt kraftigt för att den ska betraktas som hotad. Internationella naturvårdsunionen IUCN listar arten som livskraftig (LC). Beståndet uppskattas till i storleksordningen 50 000 till 100 000 vuxna individer.

## Namn
Fågelns vetenskapliga artnamn hedrar den amerikanske ornitologen och äventyraren George Kruck Cherrie (1865-1948).